# Celle-Lévescault
Celle-Lévescault ist eine französische Gemeinde mit 1.373 Einwohnern (Stand: 1. Januar 2022) im Département Vienne in der Region Nouvelle-Aquitaine; sie gehört zum Arrondissement Poitiers und zum Kanton Lusignan. Die Einwohner werden Célestins genannt.

## Geographie
Celle-Lévescault liegt etwa 16 Kilometer südwestlich von Poitiers an der Vonne. Umgeben wird Celle-Lévescault von den Nachbargemeinden Cloué im Norden, Marçay im Norden und Nordosten, Marigny-Chemereau im Osten und Nordosten, Vivonne im Osten und Südosten, Payré im Süden, Saint-Sauvant im Südwesten sowie Lusignan im Westen und Nordwesten.

## Bevölkerungsentwicklung
| Jahr                      | 1962 | 1968 | 1975 | 1982 | 1990 | 1999 | 2006 | 2013 |
| Einwohner                 | 1082 | 992  | 879  | 1035 | 1078 | 1060 | 1256 | 1334 |
| Quelle: Cassini und INSEE |      |      |      |      |      |      |      |      |

## Sehenswürdigkeiten
Siehe auch: Liste der Monuments historiques in Celle-Lévescault
- Kirche Saint-Étienne aus dem 13. Jahrhundert, Monument historique seit 1914
- Kapelle von Comblé, Monument historique seit 1968
- Schloss La Livraie
- Schloss Lavau, seit 1935 Monument historique
- Schloss La Grange
- Mittelalterliche Brücke über die Vonne
- Turm, Rest der Ruine der bischöflichen Burg